# Wilhelm Berger
 (août 2022).
Pour les articles homonymes, voir Berger (homonymie).
Wilhelm Reinhard Berger, né le 9 août 1861 et mort le 16 janvier 1911 est un compositeur, pianiste et chef d'orchestre allemand.

## Biographie
Le père de Berger, à l'origine marchand à Brême, travaille à Boston (où naît Berger) comme gérant d'un magasin de musique et se fait connaître comme auteur après que la famille est retournée à Brême en 1862. Très tôt, son fils montre des signes d'intérêt et d'aptitude pour la musique. À l'époque de son premier concert, alors qu'il est âgé de quatorze ans, Wilhelm a déjà composé un grand nombre de chansons et de pièces pour piano. Entre 1878 et 1884, Berger étudie au conservatoire royal de Berlin auprès de Ernst Rudorff (piano) et Friedrich Kiel (contrepoint). De 1888 à 1903, il est professeur au Conservatoire Klindworth-Scharwenka (de), fonction qu'il combine, à partir de 1899, avec celle de chef d'orchestre de la Société musicale de Berlin. Il est par ailleurs très actif comme pianiste de concert. En 1903, Berger est élu membre de l’Académie royale allemande des arts et la même année nommé Hofkapellmeister (de) à Meiningen en tant que successeur de Fritz Steinbach. Il meurt à Iéna en 1911 à 49 ans en raison de complications d’une opération à l’estomac.

## Style
Comme la plupart des compositeurs de cercle de l’Académie de Berlin, Berger développe une grande maîtrise de la théorie musicale. Du point de vue stylistique, sa musique est très proche de celle de Johannes Brahms, même si elle laisse presque présager les œuvres ultérieures de Max Reger (qui devait être le successeur de Berger comme maître de chapelle de Meiningen) par sa prédilection pour l’harmonie dissonante et les techniques du contrepoint.
Berger est un compositeur prolifique – son œuvre compte bien plus d’une centaine de pièces. Le Quintette avec piano op. 95, la Seconde Symphonie et les compositions tardives pour chœur sont généralement considérées comme ses chefs-d’œuvre. Longtemps après sa mort, son œuvre est très appréciée, en particulier parmi les milieux conservateurs de la musique. Wilhelm Altmann écrit de manière très positive à propos de Berger dans le troisième volume de son influent Handbuch für Streichquartettspieler.

## Œuvres (sélection)

### Musique chorale
- Sechs Gesänge für gem. Chor op. 25
  - Es schleicht um Busch und Halde
  - Im Fliederbusch
  - Leise rauscht des Lebens Welle
  - Ständchen
  - Trost der Nacht
  - Wie nun alles stirbt und endet
- Drei Gesänge für gem. Chor op. 44
  - Ach in diesen blauen Tagen
  - Lenzfahrt
  - Niss Puk
- Vier geistliche Lieder und Gesänge op. 54
  - Mitten wir im Leben sind
  - Müde, das Lebensboot weiter zu steuern
  - Groß ist der Herr
  - Gebet
- Drei Gesänge für 6- und 8-stimmigen Chor op. 103
  - Karfreitag
  - Sturmesmythe
  - Von ferne klingen Glocken

### Musique orchestrale
- Symphonie no 1 en si bémol majeur op. 71
- Symphonie no 2 en si mineur op. 80
- Variations et Fugue sur un thème personnel, op. 97
- Sérénade pour douze instruments à vent, op. 102

### Musique de chambre
- Sonate pour violon, op. 7
- Quatuor avec piano en la majeur, op. 21
- Sonate pour violoncelle en ré mineur, op. 28
- Sonate pour violon no 2 en fa majeur op. 29
- 1898 : Trio à cordes en sol mineur, op.69
- Sonate pour violon no 3 en sol mineur op. 70
- 1899 : Quintette à cordes en mi mineur, op. 75
- 1903 :Trio pour clarinette en sol mineur, op. 94
- Quintette avec piano no 1 en fa mineur, op. 95
- Quintette avec piano no 2 en ut mineur op. 100

### Musique pour piano
- Introduction et fugue en sol mineur op. 42
- Variations sur un thème original pour deux pianos op. 61
- Sonate en si majeur op. 76
- Suite en si majeur op. 82
- Quatre Fugues op. 89
- Variations et fugue sur un thème original en si bémol mineur op. 91
- Nombreuses petites pièces